# 深谷又三郎
深谷 又三郎（ふかや またさぶろう、1856年9月29日（安政3年9月1日）- 1930年（昭和5年）7月18日）は、明治期の陸軍軍人。最終階級は陸軍少将。

## 経歴
江戸・小石川（現在の茗荷谷付近）で、幕府撤兵取締、沼津勤番組之頭支配世話役介を務めた深谷師安（十次郎）の長男として生まれる。元幕府15代将軍・徳川慶喜に従い、幕臣70万人と共に駿府へ移住。沼津兵学校附属小学校（現沼津市立第一小学校）で学んだ。その後、千葉県・東京府の小学校教員、海軍乙科生徒を経て、1875年（明治8年）12月、陸軍士官学校（旧2期）に入学。1878年（明治11年）12月に卒業し、1879年（明治12年）2月、陸軍歩兵少尉に任官した。
参謀本部測量課課僚、陸軍戸山学校教官などを務め、日清戦争では台湾兵站司令官として従軍した。1900年（明治33年）10月、歩兵第28連隊長に就任し、1902年（明治35年）1月、陸軍省人事局補任課長に転じて、同年11月、歩兵大佐に昇進。1903年（明治36年）7月、近衛歩兵第2連隊長に転じて日露戦争に出征し、 沙河会戦まで参戦した。1904年（明治37年）11月、名古屋連隊区司令官となり、1907年（明治40年）2月、陸軍少将に昇進と同時に予備役に編入された。その後、葵会評議員、国民軍事教育会会長を務めた。

## 栄典
- 1903年（明治36年）2月20日 - 従五位[7]

## 著作
編
- 落合豊三郎との共編『魯土戦記』兵林館、1890年。